# (1537) Трансильвания
(1537) Трансильвания, первоначальное название 1940 QA — углеродный астероид во внешней области пояса астероидов, длительное время считавшийся потерянным. Оценка диаметра составляет 17 км. Астероид открыл Дьюла Штроммер (англ. Gyula Strommer) в 1940 году; название было дано астероиду в честь области Трансильвания, в которой родился Штроммер.

## Первоначальное и повторное открытие
Астероид Трансильвания был открыт 27 августа 1940 года венгерским астрономом Дьюлой Штроммером в обсерватории Конкоя близ Будапешта, Венгрия. Наблюдения астероида продолжались до февраля 1942 года. Потерянным астероид считался до весны 1981 года, когда астроном Leif Kahl Kristensen в Орхусском университете повторно открыл этот астероид на основе современных наблюдений в Паломарской обсерватории.
Кристенсен сумел показать, что Трансильвания впервые наблюдалась как астероид A903 VB в Гейдельбергской обсерватории в октябре 1903 года; затем, после наблюдений в обсерватории Конкоя в начале 1940-х годов, астероид наблюдался в обсерватории имени Гёте Линка в декабре 1962 года и в Паломарской обсерватории в феврале 1981 года.

## Орбита и классификация
Трансильвания не принадлежит какому-либо из семейств астероидов главного пояса. Объект обращается вокруг Солнца в области люка Кирквуда на расстоянии 2,1–4,0 а.е. от Солнца с периодом 5 лет 4 месяца (1947 дней). Эксцентриситет орбиты равен 0,30, наклон орбиты составляет 4 градуса относительно плоскости эклиптики.

## Физические характеристики
Трансильвания считается углеродным астероидом класса C по данным фотометрического обзора Pan-STARRS .

### Период вращения
В сентябре 2004 года анализ данных о вращательной кривой блеска, полученной по фотометрическим наблюдениям французского астронома-любителя Лорана Бернаскони, выявил период вращения 12 часов, при этом амплитуда яркости составила 0,15 звёздной величины. По состоянию на 2-17 год не было получено других кривых блеска, поэтому период вращения Трансильвании до сих пор плохо известен.

### Диаметр и альбедо
Согласно исследованиям, проведённым на спутниках IRAS, Akari и в миссии NEOWISE проекта Wide-field Infrared Survey Explorer, размеры Трансильвании составляют от 13,77 до 21,49 км в диаметре, альбедо поверхности расположено в интервале от 0,05 до 0,1619.

## Название
Данная малая планета получила название в честь исторической области Трансильвания, расположенной на территории современной Румынии. До этого территория являлась частью Австро-Венгерской империи. Трансильвания является местом рождения открывателя кометы Дьюлы Штроммера (1920–1995). Трансильвания была единственной малой планетой, обнаруженной данным исследователем. Официальное название астероиду было дано Центром малых планет 1 февраля 1980 года (M.P.C. 5182).